# يانغ ليو
يانغ ليو (بالصينية: 杨立瑜) (13 فبراير 1997 بتشونغتشينغ في الصين - ) هو لاعب كرة قدم صيني في مركز الهجوم.

## روابط خارجية
- يانغ ليو على موقع قاعدة بيانات كرة القدم.إي يو (الإنجليزية)
- يانغ ليو على موقع ناشيونال فوتبول تيمز (الإنجليزية)
- يانغ ليو على موقع Soccerway.com (الإنجليزية)